# ネラック
ネラック （Nérac、ガスコーニュ語:Nerac）は、フランス、ヌーヴェル＝アキテーヌ地域圏、ロット＝エ＝ガロンヌ県のコミューン。

## 地理
コミューン内をベーズ川が横切り、コミューンの西側をジェリーズ川が境界となって流れる。およそ10マイル北で、2つの河川はガロンヌ川と合流する。

## 歴史

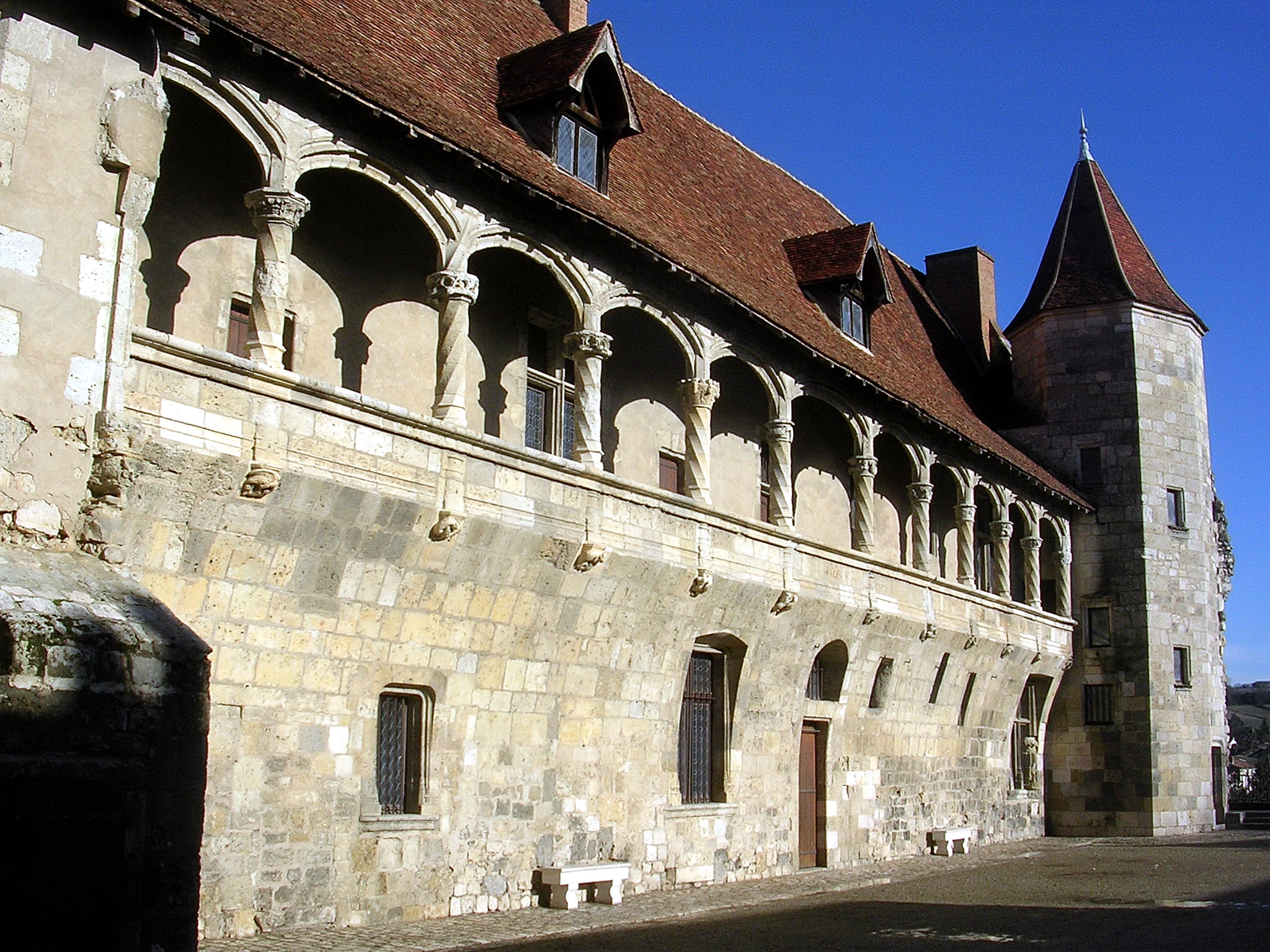
アルブレ家の宮廷が置かれたネラック城

ネラックの語源は定かでない。一つの説として、ネラックとはガロ＝ローマ時代の人名Neriusに接尾辞の-acumが付けられ派生したのではないかというものがある。
1832年、ガレンヌ地区でガロ＝ローマ時代のヴィッラ遺跡が発掘された。
ネラックがまちとして繁栄の頂点に達したのは、アルブレ家が領主となった16世紀である。ランド地方のラブリから11世紀に移ってきたアルブレ家は、1484年にジャン3世（フアン3世）がナバラ女王カタリナ1世と結婚してナバラ王となった。2人の長男エンリケ2世は1527年にマルグリット・ダングレームと結婚した。2人の間に生まれたジャンヌ・ダルブレはブルボン家のアントワーヌの妻となり、のちにユグノーに改宗している。
1530年代から、領主ジャンヌ・ダルブレの影響を受けたネラック住民は新教徒となり、第一次ユグノー戦争に身を投じた。
シャルル9世は1564年から1566年まで宮廷をつれてフランス国内を行幸した際、弟アンジュー公アンリ（アンリ3世）、アンリ・ド・ナヴァール（アンリ4世）、ブルボン枢機卿とともにネラックを訪れている。
1572年、ユグノーのジャンヌ・ダルブレ、そしてカトリックのカトリーヌ・ド・メディシスは、アンリ・ド・ナヴァールとマルグリット・ド・ヴァロワを結婚させようと計画した。結婚式直前にジャンヌは急死したため、血塗られた結婚式に出席することはなかった。
ルイ13世時代にネラックは反乱を起こし、1621年にマイエンヌ公アンリに鎮圧され、その要塞は取り壊された。
18世紀のネラックは、サン・ドマング向けコムギ輸出で繁栄の時代を迎えた。
1920年代から、大きなイタリア人コミュニティーがネラックに移った。

## 人口統計
| 1962年 | 1968年 | 1975年 | 1982年 | 1990年 | 1999年 | 2006年 |
| ------ | ------ | ------ | ------ | ------ | ------ | ------ |
| 6 417  | 7 061  | 7 156  | 6 828  | 7 015  | 6 787  | 6 885  |

source=INSEE

## 出身者
- ミッシェル・ポルナレフ

## 姉妹都市
- マドリーデホス、スペイン
- メゾーラ、イタリア